# Maisons-Alfort – Stade (Métro Paris)
Maisons-Alfort – Stade ist eine unterirdische Station der Pariser Métro. Sie befindet sich unterhalb der Avenue du Général Leclerc im Pariser Vorort Maisons-Alfort und wird von der Métrolinie 8 bedient.
Die Station wurde am 19. September 1970 in Betrieb genommen, als der Abschnitt der Linie 8 von der Station Charenton – Écoles bis zur Station Maisons-Alfort – Stade eröffnet wurde. Bis zum 27. April 1972 war sie südöstlicher Endpunkt der Linie 8.